# Vardarska vrata v Solunu
Vardarska vrata, tudi Zlata vrata ali Vrata v Axios, so bila antična mestna vrata na zahodni strani solunskega mestnega obzidja iz 4. stoletja. Zgrajena so bila v rimskem času v 1. ali 2. stoletju n. št. in ostala najpomembnejša vrata v mesto med rimskim, bizantinskim in osmanskim obdobjem do 19. stoletja. Leta 1874 so jih porušile osmanske oblasti, da bi razširile prehod. Zdaj je na tem mestu Trg republike.